# Daumerlings Wanderschaft
As viagens de Pequeno Polegar é um conto de fadas alemão compilado pelos Irmãos Grimm. É o conto número 45 (KHM 45) da coletânea. O Pequeno Polegar deste conto (Daumerling em alemão, literalmente "dedeira") não é o mesmo personagem que o Pequeno Polegar do conto número 37 (Daumesdick em alemão, literalmente "da grossura de um polegar"). Ambas essas histórias se enquadram no Tipo 700 do Sistema Aarne-Thompson-Uther (ATU) de classificação de contos folclóricos.